# White Snake
White Snake è il primo album da solista del cantante britannico David Coverdale, pubblicato nel febbraio del 1977.
Coverdale riprenderà il titolo dell'album per il nome del suo futuro gruppo, inizialmente noto come "David Coverdale's Whitesnake" e successivamente abbreviato in Whitesnake.

## Tracce
1. Lady – 3:48 (David Coverdale, Micky Moody)
2. Blindman – 6:01 (Coverdale)
3. Goldies Place – 5:03 (Coverdale)
4. Whitesnake – 4:22 (Coverdale, Moody)
5. Time on My Side – 4:26 (Coverdale, Moody)
6. Peace Lovin' Man – 4:53 (Coverdale)
7. Sunny Days – 3:31 (Coverdale)
8. Hole in the Sky – 3:23 (Coverdale)
9. Celebration – 4:11 (Coverdale, Moody)

Tracce bonus nella ristampa del 2000
1. Peace Lovin' Man (Take 1) – 5:04 (Coverdale)
2. Sunny Days (Take 1) – 3:21 (Coverdale)

## Formazione
- David Coverdale – voce, pianoforte
- Micky Moody – chitarre, cori
- Roger Glover – basso, melodica, sintetizzatore
- Tim Hinkley – tastiere, cori
- Deslyle Harper – basso
- Simon Phillips – batteria, percussioni
- Ron Aspery – sassofono, flauto
- Liza Strike, Helen Chappelle, Barry St. John – cori